# Edward Peszkowski
Edward Zygmunt Peszkowski herbu Jastrzębiec (ur. 30 września 1891 w Rzeszowie, zm. wiosną 1940 w Charkowie) – podpułkownik artylerii Wojska Polskiego, ofiara zbrodni katyńskiej.

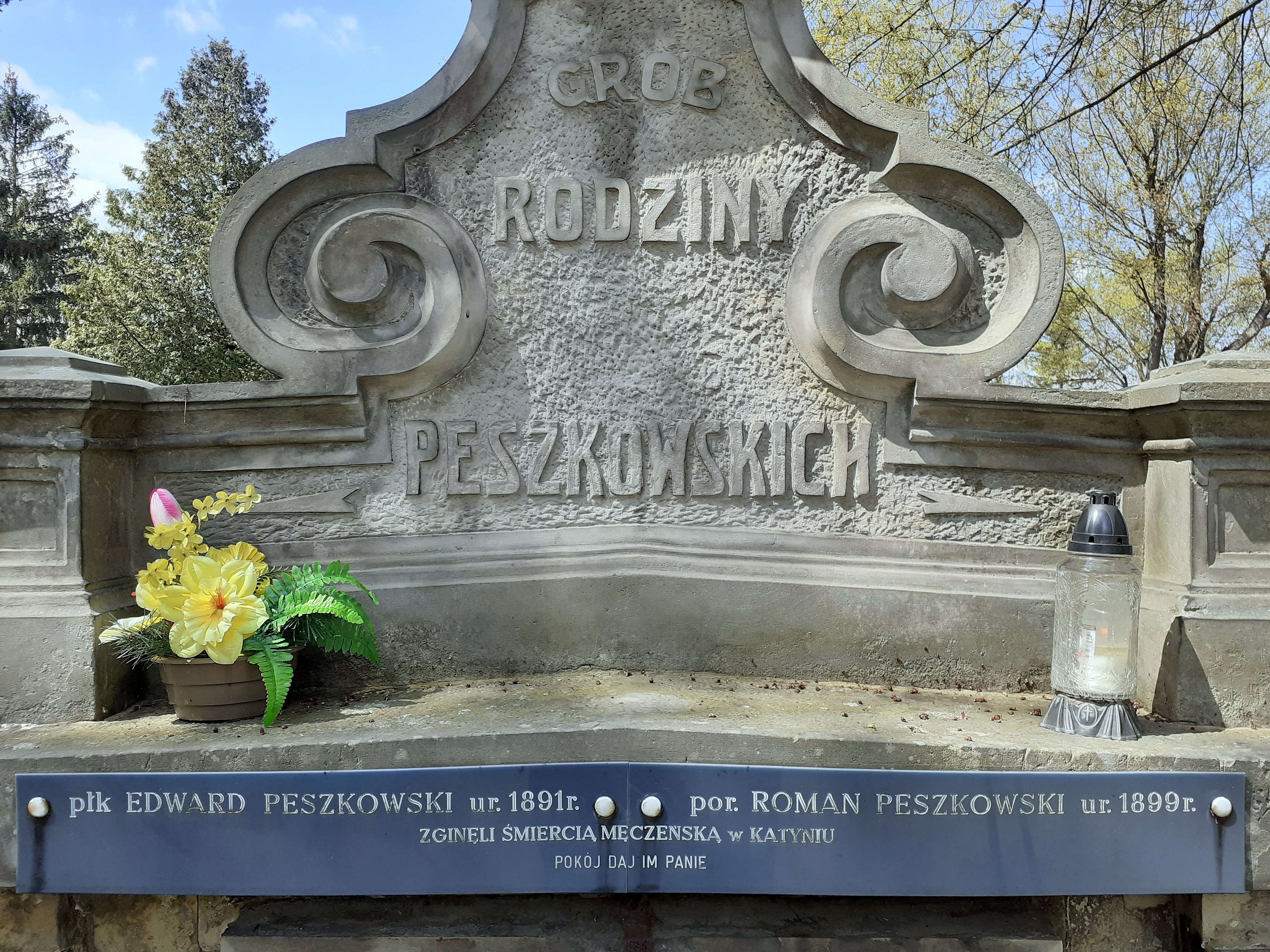
Symboliczne upamiętnienie Edwarda i Romana Peszkowskich na grobowcu rodzinnym w Rzeszowie

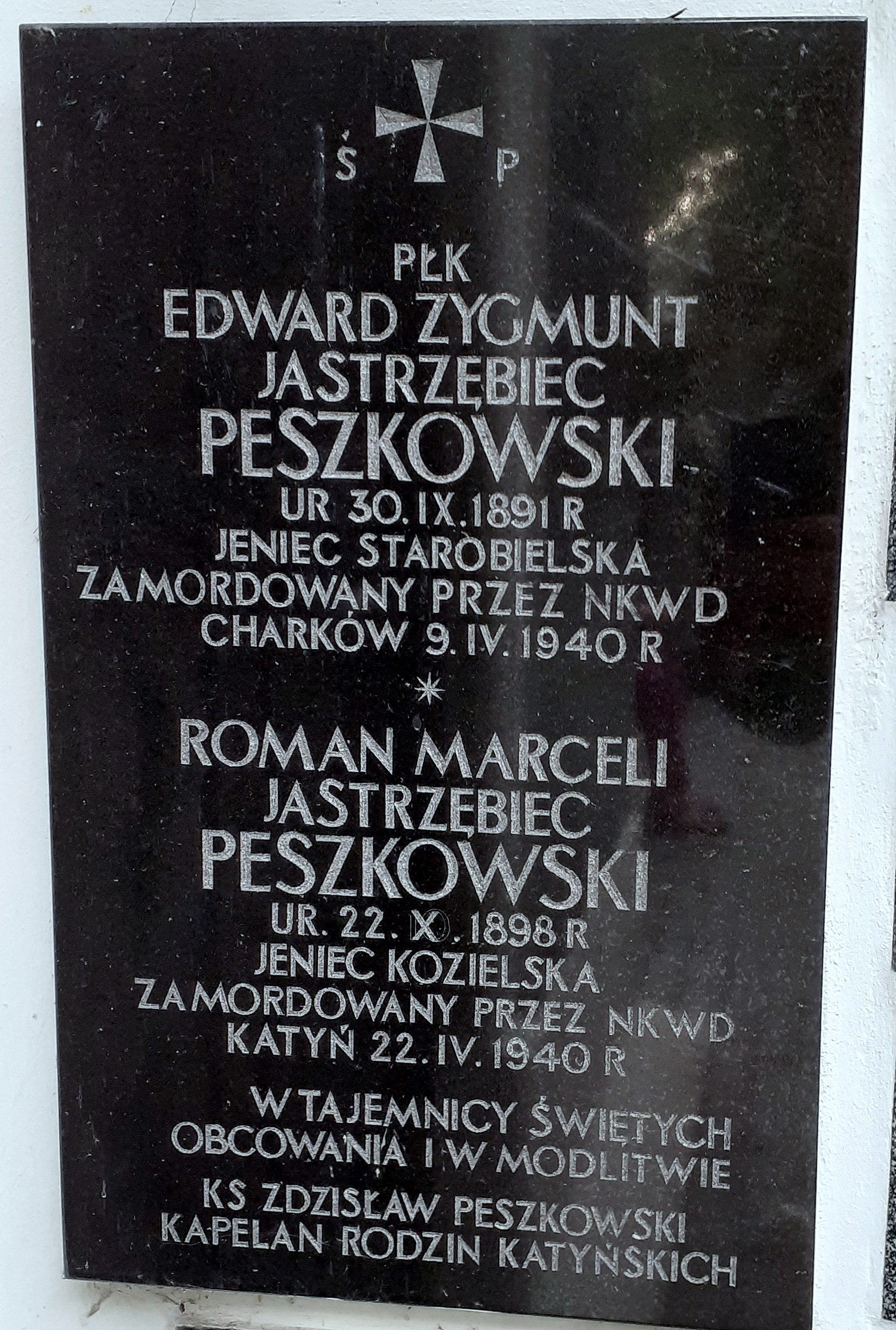
Tabliczka upamiętniająca braci Peszkowskich na ścianie kościoła św. Karola Boromeusza w Warszawie

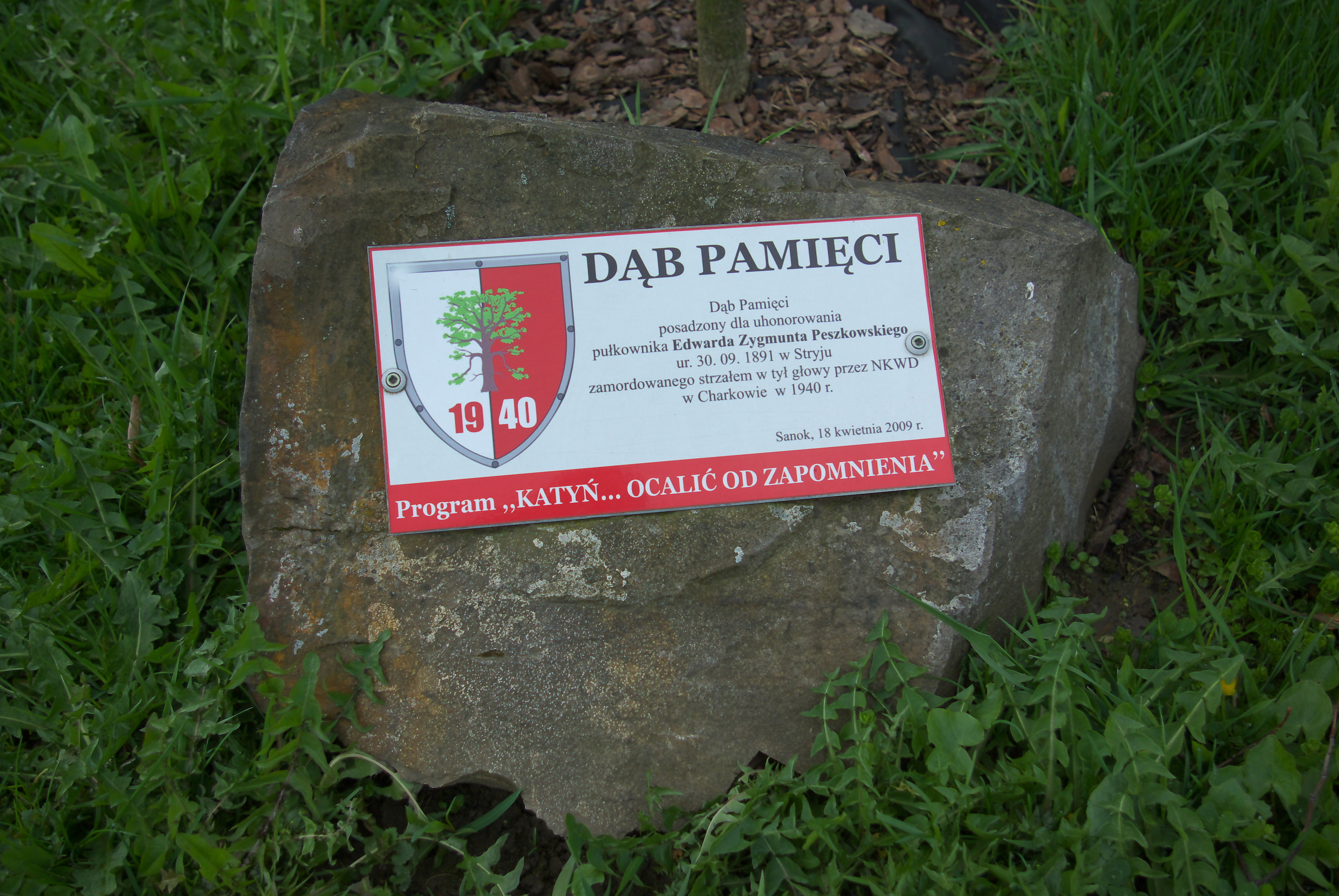
Kamień przy Dębie Pamięci honorującym Edwarda Peszkowskiego w Sanoku

## Życiorys
Urodził się w Rzeszowie jako syn radcy apelacyjnego i adwokata Władysława (10.06.1849 – 16.07.1932) i Marii z Mireckich (31.10.1859 – 31.01.1944). Był starszym bratem zamordowanego w Katyniu Romana (1898–1940) oraz krewnym Zygmunta i Zdzisława Peszkowskich. W 1913 wstąpił do rzeszowskiego gniazda Polskiego Towarzystwa Gimnastycznego „Sokół”.
Był oficerem rezerwy artylerii polowej cesarskiej i królewskiej Armii. Jego oddziałem macierzystym był Pułk Armat Polowych Nr 2, który w 1918 został przemianowany Pułk Artylerii Polowej Nr 2. Na stopień podporucznika został mianowany ze starszeństwem z 1 stycznia, a na stopień porucznika ze starszeństwem z 1 maja 1918. W 1918 był przydzielony do Pułku Artylerii Polowej Obrony Krajowej Nr 45.
5 czerwca 1919 został przyjęty do Wojska Polskiego z byłej armii austro-węgierskiej, z zatwierdzeniem posiadanego stopnia porucznika ze starszeństwem z 1 maja 1918, zaliczony do I Rezerwy armii z jednoczesnym powołaniem do służby czynnej na czas wojny, i przydzielony do 1 pułku artylerii polowej. 6 września 1919 został przeniesiony do Departamentu I Ministerstwa Spraw Wojskowych.
Został awansowany do stopnia kapitana artylerii. 1 czerwca 1921 roku pełnił służbę w Oddziale I Sztabu Ministerstwa Spraw Wojskowych w Warszawie. Z racji pełnionej funkcji posiadał tytuł adiutanta sztabowego. Jego oddziałem macierzystym był 21 pułk artylerii polowej w Krakowie (1923). W 1924 roku służył w 22 pułku artylerii polowej w Rzeszowie. 18 lutego 1928 roku został awansowany na majora ze starszeństwem z dniem 1 stycznia 1928 roku i 9. lokatą w korpusie oficerów artylerii. W 1928 pełnił funkcję kwatermistrza w 5 dywizjonie artylerii konnej w Krakowie. 31 marca 1930 roku został przeniesiony do 1 pułku artylerii górskiej w Stryju na stanowisko dowódcy dywizjonu. Następnie został przesunięty na stanowisko zastępcy dowódcy 1 pułku artylerii motorowej w Stryju. Na stopień podpułkownika został mianowany ze starszeństwem z 19 marca 1937 i 8. lokatą w korpusie oficerów artylerii. W 1938 zajmowane przez niego stanowisko otrzymało nazwę „I zastępca dowódcy pułku”.
Po wybuchu II wojny światowej podczas kampanii wrześniowej był w sztabie 24 Dywizji Piechoty. Po agresji ZSRR na Polskę został aresztowany przez Sowietów i przewieziony do obozu w Starobielsku. Był przetrzymywany w obozie starobielskim z numerem 3954. Wiosną 1940 został zamordowany przez funkcjonariuszy NKWD w Charkowie i pogrzebany w bezimiennej, zbiorowej mogile w Piatichatkach, gdzie od 17 czerwca 2000 mieści się oficjalnie Cmentarz Ofiar Totalitaryzmu w Charkowie.
Krewny Edwarda Peszkowskiego ks. Zdzisław Peszkowski towarzyszył latem 1991 ekipie, prowadzącej prace ekshumacyjne na miejscu pochówku jego i ok. 3800 innych polskich oficerów i przedstawicieli inteligencji w Charkowie. Ksiądz Peszkowski sam był niedoszłą ofiarą zbrodni katyńskiej jako więzień Kozielska, z którego jednak ocalał.
5 października 2007 minister obrony narodowej Aleksander Szczygło – decyzją nr 439/MON – mianował go pośmiertnie na stopień pułkownika. Awans został ogłoszony 9 listopada 2007 w Warszawie, w trakcie uroczystości „Katyń Pamiętamy – Uczcijmy Pamięć Bohaterów”.

## Upamiętnienie
Edward i Roman Peszkowscy zostali upamiętnieni symbolicznymi inskrypcjami na grobowcu rodzinnym na Cmentarzu Pobitno w Rzeszowie.
Staraniem kuzyna po mieczu obu braci, kapelana „Rodzin Katyńskich” Zdzisława Peszkowskiego, na kościele św. Karola Boromeusza w Warszawie zawisła tablica ich upamiętniająca.
18 kwietnia 2009, w ramach akcji „Katyń... pamiętamy” / „Katyń... Ocalić od zapomnienia”, w tzw. Alei Katyńskiej na Cmentarzu Centralnym w Sanoku zostało zasadzonych 21 Dębów Pamięci, w tym upamiętniający Edwarda Peszkowskiego (zasadzenia dokonała wiceprezes Fundacji „Golgota Wschodu” w Warszawie, Teresa Walewska-Przyjałkowska).

## Ordery i odznaczenia
- Złoty Krzyż Zasługi – 10 listopada 1928 „w uznaniu zasług położonych na polu pracy w poszczególnych działach wojskowości”[50][51]
- Brązowy Medal Zasługi Wojskowej z mieczami na wstążce Krzyża Zasługi Wojskowej[10]
- Srebrny Medal Waleczności 1 klasy[10]
- Krzyż Wojskowy Karola[10]